# Römerlager Holsterhausen
Als Römerlager Holsterhausen werden mindestens zehn teilweise überbaute römische Marschlager ohne feste Bauten im Dorstener Stadtteil Holsterhausen aus der Zeit zwischen 11 v. Chr. und 9 n. Chr. bezeichnet. Die in den Jahren 1999–2002 durchgeführte archäologische Flächengrabung war mit insgesamt 150.000 Quadratmetern Fläche die bislang größte in Westfalen. Die Lager boten Platz für ein bis zwei römische Legionen plus Auxiliartruppen mit ungefähr 5.000 bis 10.000 Soldaten.

## Die Befunde

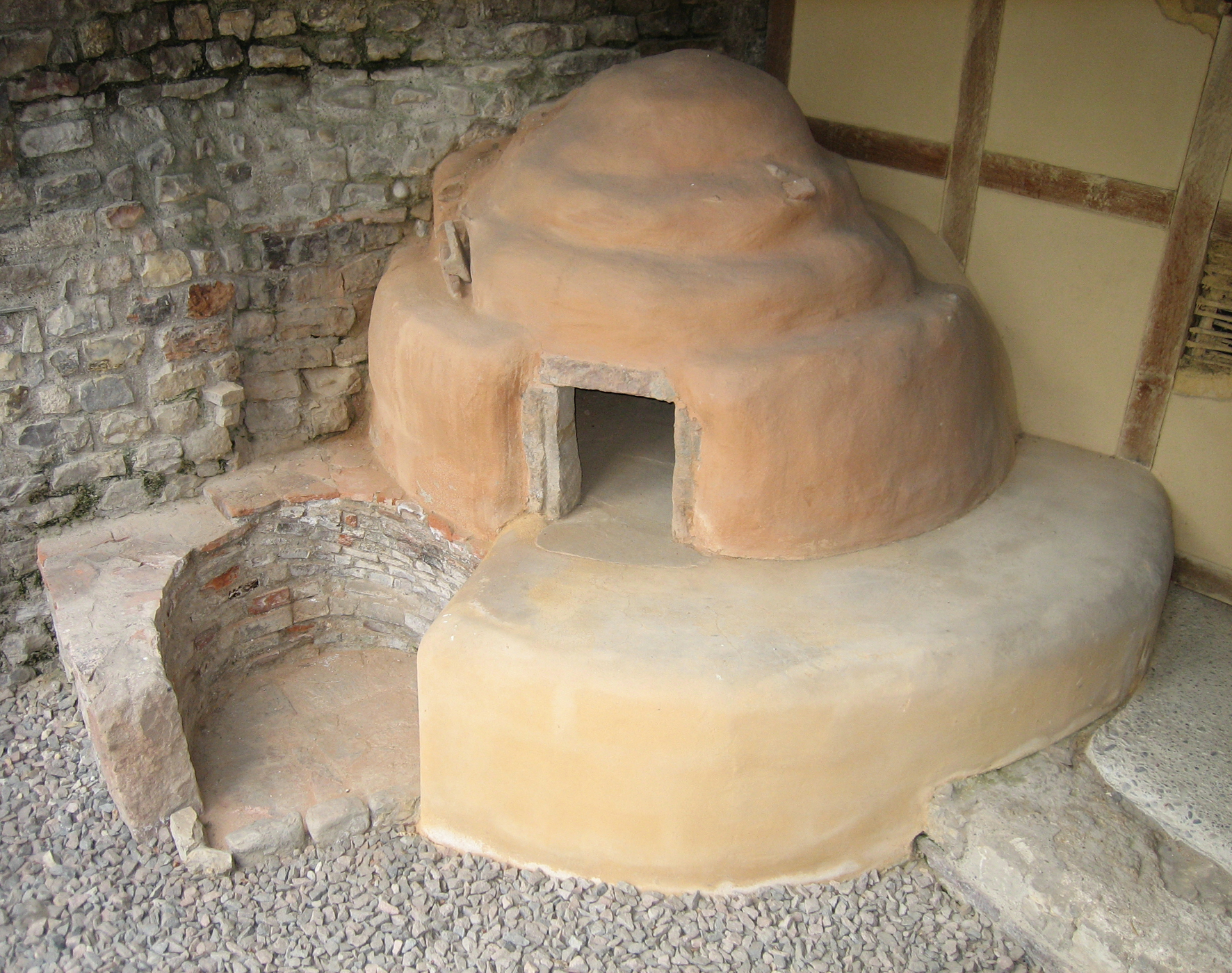
Römischer Backofen aus Augusta Raurica. In Holsterhausen wurden 270 zerstörte Backöfen gefunden

Alle Lager befinden sich in unmittelbarer Nähe zur Lippe (Lippia), die als Truppenversorgungsroute von Vetera (bei Xanten) aus diente. Die Lager waren nach Lage, Größe und Fundmaterial als Marschlager zwischen dem Lager Vetera I und den Römerlagern Haltern am See, Lünen-Beckinghausen und Bergkamen-Oberaden konzipiert. Sie wurden nur wenige Wochen bis Monate verwendet und bei der nächsten Nutzung neu angelegt.
Das erste, bereits 1952 gefundene Marschlager ist rund 900 × 650 Meter groß, also mit der Fläche von 56/57 ha und damit das Große Lager im Unterschied zu den westlich gelegenen, in der Fläche kleineren und 1999–2002 erforschten. Die Form ist ein Rechteck, in den Ecken abgerundet. Es liegt heute überbaut unter dem Ortskern von Holsterhausen. Spätere Grabungen 1970 und 1997 führten zu weiteren Erkenntnissen. Das Areal war von einem Spitzgraben umschlossen. Im Norden reicht es bis etwas über die Martin-Luther-Straße hinaus und im Westen bis zur Einmündung der Mühlenstraße in die Pliesterbecker Straße. Dort stand auch das westliche Haupttor. Feste Bauten fehlen völlig, wie auch bei den restlichen Marschlagern. Abfallgruben, niedergebrannte Hütten und eingetiefte Backöfen wurden gefunden. Das Marschlager ist größer als das Feldlager (34,5 ha) und älter als das Hauptlager von Haltern. Nach Größe und Zeit gehört es zum Drususfeldzug gegen die Sugambrer im Jahre 11 v. Chr.
Etwa 500 m südwestlich fand man dann am „Kreskenhof“ weitere fünf bis sieben römische Marschlager, deren Erforschung zur bislang größten westfälischen Flächengrabung führten. Wie Lager 1 waren auch diese nur wenige Wochen bis Monate verwendeten Lager ohne feste Bauten. Sie sind jeweils etwa 20 bis 26 Hektar groß und boten Platz für ein bis zwei Legionen plus Auxiliartruppen. Wie auch beim Großen Lager lebten die Soldaten in Zelten. Unverhältnismäßig größer ist die Zahl von etwa 270 Backöfen als Folge der häufigeren Aufenthalte.
Neben Waffen, Keramik und tausenden von Schuhnägeln fand man 225 römische Münzen, darunter einen Schatz von 36 Silbermünzen in einem Lederbeutel. Die ältesten Münzen stammten aus dem Jahr 200 v. Chr., die jüngsten aus dem Jahr 9 n. Chr. Außerdem wurde eine Heerstraße mit 40 Meter Breite gefunden.

## Bedeutung des Marschlagers
Nach der neueren Flächengrabung hat sich das Bild vom Römerlager Holsterhausen gewandelt. Es wird nun als ein wichtiger Verkehrsknotenpunkt an der Lippe mit Furt und an einem Verkehrsweg in West-Ost-Richtung angesehen. Ob diese Straße bis Haltern reichte, ist noch nicht geklärt. Warum sich das mehr als zehnmal genutzte Marschlager nicht zu einem festen Römerlager entwickelte, ist noch nicht geklärt. Man vermutet die Nähe zu Vetera als Grund. Es wird aber auch vermutet, dass sich noch weitere Lager zwischen dem abgeschlossenen Grabungsfeld und der Lippe befinden, wo eine feste Bebauung vorhanden sein könnte.